# Farman HF.30
Henry Farman HF.30A là một loại máy bay tiêm kích hai tầng cánh của Pháp, chế tạo năm 1916.

## Biến thể
- HF.30A
HF.30B
HF.30B-AR 2

## Tính năng kỹ chiến thuật (HF.30B)
Dữ liệu lấy từ Les avions Farman p.46
Đặc tính tổng quan
- Kíp lái: 2
- Chiều dài: 7,29 m (23 ft 11 in)
- Sải cánh: 11,01 m (36 ft 1 in)
- Chiều cao: 2,96 m (9 ft 9 in)
- Diện tích cánh: 34,7 m2 (374 foot vuông)
- Trọng lượng rỗng: 680 kg (1.499 lb)
- Trọng lượng có tải: 1.100 kg (2.425 lb)
- Động cơ: 1 × Salmson 9 Za , 190 kW (260 hp)
- Cánh quạt: 2-lá

Hiệu suất bay
- Vận tốc cực đại: 214 km/h (133 mph; 116 kn)